# Pyrrhalta medvedevi
Pyrrhalta medvedevi is een keversoort uit de familie bladkevers (Chrysomelidae). De wetenschappelijke naam van de soort werd in 2002 gepubliceerd door Sprecher-Uebersax & Zoia.